# PRP-3
PRP-3 Wal (GRAU-Index: 1ЖЗ – Erzeugnis 767) ist die Kurzbezeichnung einer speziellen Version für ein Kommando-Stabsfahrzeug (KSchM) der Raketentruppen und Artillerie zur Aufklärung, Identifizierung und Zielzuweisung, das in der Sowjetarmee von 1970 bis 1991 genutzt wurde. Die russische Bezeichnung lautet: podwischnyi raswetywatelnyi punkt / mobiler Aufklärungsposten. Ab 1984 wurde das Nachfolgemodell PRP-4 Nard der Truppe zugeführt.

## Entwicklungsgeschichte
Die Entscheidung zur Realisierung des Rüstungsvorhabens erfolgte gemäß Verfügung vom 1. Juli 1963. Als Basisfahrzeug wurde der Schützenpanzer BMP-1 festgelegt. Im Jahr 1970 erlangte das Vorhaben Einsatzreife und wurde im Bereich der Raketentruppen und Artillerie der sowjetischen Landstreitkräfte eingeführt.
Mit der Serienfertigung wurde das Traktorenwerk in Tscheljabinsk (Betriebsteil Panzerfertigung) beauftragt.

## Konstruktive Merkmale

### Panzerung und Turm
Da das Fahrzeug von der Basisversion des Gefechtsfahrzeugs BMP-1 abgeleitet ist, können für die  Gefechtsbesatzung die gleichen Schutzfaktoren angesetzt werden. Im Turmaufbau ist ein Maschinengewehr installiert und im Heckteil befindet sich ein Launcher. 

### Bewaffnung
Als Hauptbewaffnung kommt ein 7,62 mm Panzer-MG (PTK) mit 1000 Schuss Gurtmunition zum Einsatz. Zusätzlich ist ein Launcher vom Typ 2P130-1 zum Verschuss vom ungelenkten Reaktiv-Granaten-Raketen 9M41 (90 mm) vorhanden. Der Kampfsatz umfasst 20 Granat-Raketen; die Einsatzentfernung beträgt 1000 bis 3000 Meter. 

### Einsatz- und Führungssysteme
Das Fahrzeug verfügte über folgende Spezialausrüstung:
- 1 × 1RL126 – mobile nichtnavigatorische Ortungsfunkstelle zur Aufklärung mobiler terrestrischer Ziele
- 1 × D6M1 (1 × D6) – Laser-Periskop-Entfernungsmesse
- 1 × TW-240 / 1 × OP79 – Periskop-Visier
- 1 × NPN oder PN29 – Nachtsichtgerät
- 1 × KP4 (1W44) – Kursanzeigegerät
- 1 × G25-1 – Gyroskop-Kompass
- 1 × G13M – Gyroskop-Anzeigegerät
- 1 × R-108 – mobile Landfunkstelle für einen abgesetzten Beobachterposten
- 2 × Feldfernsprecher
- 1 × Richtkreis (Bussol) und Stereo-Entfernungsmesser
- 2 × R-123M – mobile Landfunkstelle mit Bordsprechanlage R-124
- autonome Stromversorgung im Heckteil (hermetisiert untergebracht, für Betrieb im Stand)